# Francesco Sofia Alessio
Francesco Achille Ferdinando Sofia Alessio (Radicena, 18 settembre 1873 – Reggio Calabria, 14 aprile 1943) è stato un poeta italiano, autore di componimenti poetici in lingua latina.

## Biografia
Nacque a Radicena, un comune soppresso nel 1928 per costituire Taurianova. Alla nascita il cognome della madre, Rosina Alessio, fu unito a quello del padre, Casimiro Sofia, "per distinguerlo da un congiunto omonimo". Rimasto orfano di padre in età infantile fu educato da un sacerdote profondo conoscitore delle lingue greca e latina, don Domenico Barillari. Conseguita l'abilitazione magistrale nel 1894, svolse per molti anni la professione di insegnante nelle scuole primarie e secondarie. Nel 1928 venne nominato bibliotecario a Reggio Calabria. Il 16 maggio 1907 il poeta sposò Concetta Ursida. Dal matrimonio nacquero quattro figli: Pasquale, Luigi, Giulio e Ines.
Scrittore di carmi in latino, nel 1907 ottenne la gran lode (magnae laudis) al Certamen Hoeufftianum, il prestigioso concorso di poesia latina bandito dall'Accademia reale olandese delle arti e delle scienze, con il poemetto "Duo Magi". Partecipò numerose volte al concorso di Amsterdam ottenendo tre volte la medaglia d'oro (nel 1917 col carme "Sepulcrum Joannis Pascoli", nel 1920 col carme "Ultimi Tibulli dies"; nel 1936 col carme "Asterie") e dodici volte la gran lode. I temi dei suoi carmi sono soprattutto religiosi.

## Opere
- Francesco Sofia Alessio, Carmina, Poesie latine con traduzione italiana, Messina, Paolo Trinchera Edit., 1905.
- Francesco Sofia Alessio, Considerazioni sull'educazione intellettuale, fisica e morale nei nostri tempi, Messina, Paolo Trinchera Edit., 1905.
- Francesco Sofia Alessio, Sepulcrum Joannis Pascoli, Versione metrica tradotta da Paolo Fabbri, Firenze, Tip. E. Ariani, 1918.
- Francesco Sofia Alessio, Sepulcrum Joannis Pascoli, Carmen Francisci Sofia Alessio radicenensis in certamine poetico hoeufftiano anno 1917 praemio aureo ornatum, Reggio Calabria, Tip. F. Morello, 1917.
- Francesco Sofia Alessio, I fiori della ricordanza, Molfetta, Scuola Tip. per sordomuti nell'istituto prov. Apicella, [19..].
- Francesco Sofia Alessio, A Rimma Michailovna Ivanova, eroina russa, Polistena, Tip. orfanotrofia Morabito, 1918.
- Francesco Sofia Alessio, All'Italia, Polistena, Stab. tip. Orfanotrofio Morabito, 1915.
- Francesco Sofia Alessio, Feriae Montanae, Feste in Aspromonte presso il Santuario della SS. Vergine di Polsi, poemetto latino approvato con la magna laude nel concorso poetico Hoeuffiano di Amsterdam nell'anno MCMXXXVI, Polistena, Tip. degli Orfanelli, 1936.
- Francesco Sofia Alessio, Musa latina, poemetti latini con traduzione italiana, prefazione di Antonino Anile, Napoli, Elpis, 1920.
- Francesco Sofia Alessio, Petronius, carmen Francisci Sofia Alessio radicenensis in certamine poetico Hoeufftiano magna laude ornatum, Amstelodami, Apud Io. Mullerum, 1911.
- Francesco Sofia Alessio, Asterie, Carme premiato con la Grande Medaglia d'Oro alla Gara Poetica Heufftiana dell'anno 1920; traduzione di Duilio Zuanelli, Valdobbiadene, Tip. Branca, 1923.
- Francesco Sofia Alessio, Spes Vergiliana, Carmen Francisci Sofia Alessio, Amstelodami, Academia Regia Disciplinarum Nederlandica, 1923.
- Francesco Sofia Alessio, Ultimi ovidii dies, carmen Francisci Sofia Alessio, Amstelodami, Academia Regia Disciplinarum Nederlandica, 1931.
- Francesco Sofia Alessio, Vergilius agello expulsus, carmen Francisci Sofia Alessio, Amstelodami, Academia Regia Disciplinarum Nederlandica, 1922.
- Francesco Sofia Alessio, Ultimi tibulli dies, carmen Francisci Sofia Alessio, Amstelodami, Apud Mullerum, 1920.
- Francesco Sofia Alessio, Musa alessiana, carmi, odi, epigrammi; traduzione italiana di Ugo Verzi Borgese ; introduzione di Mimi Paparatti ; testimonianze di Isabella Loschiavo e Antonio Orso, Gioia Tauro, Tauroprint.
- Francesco Sofia Alessio, Sepulcrum Ioannis Pascoli, carmen praemio aureo ornatum in certamine poetico Hoeufftiano Francisci Sofia Alessio ; accedunt decem carmina laudata, Amstelodami, apud Io. Mullerum, 1917.
- Francesco Sofia Alessio, Reliquiae, carmen Francisci Sofia Alessio, Amstelodami, Mullerum, 1917.
- Francesco Sofia Alessio, Pauperrimus Bonorum Francisci Sofia Alessio, Amstelodami, Academia Regia Disciplinarum Nederlandica, 1924.
- Francesco Sofia Alessio, G. Francesco Gemelli-Careri, settima lettura di storia letteraria calabrese alla biblioteca comunale di Reggio Calabria, 31 luglio 1932, Reggio Calabria, Tipografia Fata Morgana, 1932.
- Francesco Sofia Alessio, Feriae montanae, carmen Francisci Sofia Alessio, Amstelodami, Academia regia disciplinarum nederlandica, 1936.
- Francesco Sofia Alessio, Terrae motus ad fretum siculum, carmen Francisci Sofia Alessio; interpretazione metrica di Ugo Verzi Borgese, Rosarno, Centro Studi Medmei, 1989.